# Адам Сендлер
А́дам Рі́чард Се́ндлер (англ. Adam Richard Sandler; нар. 9 вересня 1966, Нью-Йорк) — американський комік, актор, музикант, сценарист і кінопродюсер. Після здобуття популярності в програмі «Суботнього вечора у прямому ефірі», він зіграв у низці фільмів, які зібрали в прокаті загалом понад 2 мільярди доларів.
Найвідоміший за головними ролями у комедіях «Біллі Медісон» (1995), «Щасливчик Гілмор» (1996), «Співак на весіллі» (1998), «Великий тато» (1999), «Не займайте Зохана» (2008). Відзначався критиками та нагородами за драматичні ролі у фільмах «Любов, що збиває з ніг» (2002), «Іспанська англійська» (2004), «Спорожніле місто» (2007), «Історії сім'ї Мейровіц» (2017), «Неграновані коштовності» (2019), «Дорога до НБА» (2022), «Астронавт» (2024), «Джей Келлі» (2025).

## Біографія
Народився в сім'ї викладачки школи для медсестер Джуді та інженера-електрика Стенлі 9 вересня 1966 року в Брукліні, Нью-Йорк.
Отримав єврейське виховання. Його сім'я переїхала в Манчестер, штат Нью-Гемпшир, коли йому було п'ять років. У дитинстві Сендлер був шкільним клоуном, часто «влаштовував вистави» однокласникам і викладачам. Він ніколи не думав використовувати свій талант жартівника в кар'єрі, але брат висунув кандидатуру на змаганні комедійних сценок. Відразу стало помітно, що натурально викликає сміх в аудиторії. Свій талант він нерідко використовував у постановках.
Після школи навчався в Нью-Йоркському університеті, де вивчав мистецтва. Після декількох появ на телебаченні в The Cosby Show і на MTV в ігровому шоу Remote Control у нього почали з'являтися шанувальники. Він закінчив навчання з дипломом бакалавра 1991 року. Згодом у своїх фільмах неодноразово звертався до спогадів про своє минуле.
На SNL актора запросили стати автором декількох сюжетів. Працював на SNL, знімався в фільмі «Клоун Шейкс», «Яйцеголові» та уклав контракт про запис альбому «They're All Gonna Laugh at You» з Warner Bros, за який згодом Сендлера номінували на Grammy. Після випуску альбому він відчув себе незалежним від SNL. Незабаром акторові пощастило знятися у двох дуже популярних фільмах — «Біллі Медісон» і «Щасливчик Гілмор».
У 1998 році зіграв у комедії «Водоноша». У «Співаку на весіллі» актор зміг проявити себе в більшій мірі. Розширюючи свій репертуар, знявся в «Куленепробивному» і «Великому татусі». 1999 року Сендлер створив свою кіновиробничу компанію Happy Madison Productions. Компанія продюсувала «Чоловік за викликом», «Ніккі, диявол молодший», «Тварина» і «Пригоди Джо Замазури».
У 2002 році актор був зайнятий у фільмах «Вісім божевільних ночей», «Мільйонер мимоволі» та «Любов, що збиває з ніг» Пола Томаса Андерсона. На його рахунку десятки комедій, у 2000-х—2010-х роках був одним із найпопулярніших коміків Америки.
З 2017 року поступово балансує між комедійними та драматичними ролями, починаючи з трагікомедії Ноа Баумбака «Історії сім'ї Мейровіц». За ролі у трилері «Неграновані коштовності» (2019) та спортивній трагікомедії «Дорога до НБА» (2022) був відзначений низкою нагород. Серед акторів з найвищою оплатою за підсумками 2019 року він перебував на 10-му місці в рейтингу Forbes; його заробіток склав $41 млн (75-е місце в загальному рейтингу знаменитостей).
У 2024 році зіграв головну роль у фантастичній драмі «Астронавт», рік потому повернувся до співпраці з Ноа Баумбаком у трагікомедії «Джей Келлі».

## Фільмографія

### Актор
| Рік       |    | Українська назва                  | Оригінальна назва                   | Роль                         |
| --------- | -- | --------------------------------- | ----------------------------------- | ---------------------------- |
| 1987—1988 | с  | Шоу Косбі                         | The Cosby Show                      | Смітті                       |
| 1989      | ф  | Усіх за борт                      | Going Overboard                     | Шекі Московіц                |
| 1990      | с  |                                   | The Marshall Chronicles             | судовий пристав              |
| 1990      | с  | ABC Спеціально після школи        | ABC Afterschool Specials            | торговець наркотиками        |
| 1991      | ф  | Клоун Шейкс                       | Shakes the Clown                    | клоун Дінк                   |
| 1993      | ф  | Яйцеголові                        | Coneheads                           | Кармін                       |
| 1993      | с  | Шоу Ларрі Сандерса                | The Larry Sanders Show              | Адам Сендлер                 |
| 1994      | ф  | Порожні голови                    | Airheads                            | Піп                          |
| 1994      | ф  | Абсолютно пришелепкуватий         | Mixed Nuts                          | Луї                          |
| 1995      | ф  | Біллі Медісон                     | Billy Madison                       | Біллі Медісон                |
| 1990—1995 | с  | Суботнього вечора у прямому ефірі | Saturday Night Live                 | різні ролі                   |
| 1996      | ф  | Щасливчик Гілмор                  | Happy Gilmore                       | Гілмор                       |
| 1996      | ф  | Куленепробивний                   | Bulletproof                         | Мойсей                       |
| 1998      | ф  | Співак на весіллі                 | The Wedding Singer                  | Роббі Гарт                   |
| 1998      | ф  | Брудна робота                     | Dirty Work                          | Сатана                       |
| 1998      | ф  | Водоноша                          | The Waterboy                        | Роберт «Боббі» Буше молодший |
| 1999      | ф  | Великий тато                      | Big Daddy                           | Сонні Куфакс                 |
| 1999      | ф  | Чоловік за викликом               | Deuce Bigalow: Male Gigolo          | Роберт Джастін               |
| 2000      | ф  | Ніккі-диявол молодший             | Little Nicky                        | Нікі                         |
| 2001      | ф  | Тварина                           | The Animal                          | Тоуні                        |
| 2002      | ф  | Любов, що збиває з ніг            | Punch-Drunk Love                    | Баррі Іган                   |
| 2002      | ф  | Мільйонер мимоволі                | Mr. Deeds                           | Лонгфелло                    |
| 2002      | мф | Вісім божевільних ночей           | Eight Crazy Nights                  | Деві / Вайті / Елеонора      |
| 2002      | кф | День з фрикадельками              | A Day with the Meatball             | Адам Сендлер                 |
| 2002      | ф  | Ципочка                           | The Hot Chick                       | Мамбуза Бонго Гай            |
| 2003      | ф  | Полі Шор мертвий                  | Pauly Shore Is Dead                 | Адам Сендлер                 |
| 2003      | ф  | Управління гнівом                 | Anger Management                    | Дейв Бузнік                  |
| 2003      | кф | Диван                             | Couch                               | випробувач дивану            |
| 2003      | кф | Квіти і кров                      | Blossoms & Blood                    | Баррі Іган                   |
| 2004      | ф  | 50 перших поцілунків              | 50 First Dates                      | Генрі Рот                    |
| 2004      | ф  | Іспанська-англійська              | Spanglish                           | Джон Класкі                  |
| 2005      | ф  | Все або нічого                    | The Longest Yard                    | Пол Кру                      |
| 2005      | ф  | Чоловік за викликом 2             | Deuce Bigalow: European Gigolo      | Хав'єр Сандускі              |
| 2006      | ф  | Клік: З пультом по життю          | Click                               | Майкл Ньюман                 |
| 2007      | ф  | Спорожніле місто                  | Reign Over Me                       | Чарлі Файнман                |
| 2007      | с  | Король Квінса                     | The King of Queens                  | Джефф «Звір»                 |
| 2007      | ф  | Чак і Ларрі: Запальні молодята    | I Now Pronounce You Chuck and Larry | Чак Левін                    |
| 2008      | ф  | Не займайте Зохана                | You Don't Mess with the Zohan       | Зохан                        |
| 2008      | ф  | Казки на ніч                      | Bedtime stories                     | Скітер Бронсон               |
| 2009      | ф  | Приколісти                        | Funny People                        | Джордж Сіммонс               |
| 2010      | ф  | Однокласники                      | Grown Ups                           | Ленні Федер                  |
| 2011      | ф  | Дружина напрокат                  | Just Go with It                     | Денні                        |
| 2011      | ф  | Зоонаглядач                       | Zookeeper                           | Дональд Мавпа                |
| 2011      | ф  | Джек і Джилл                      | Jack & Jill                         | Джек Мюррей / Джилл Брістоу  |
| 2012      | ф  | Мій пацан                         | That's My Boy                       | Донні                        |
| 2012      | мф | Монстри на канікулах              | Hotel Transylvania                  | Дракула                      |
| 2013      | с  | Джессі                            | Jessie                              | Адам Сендлер                 |
| 2013      | ф  | Однокласники 2                    | Grown Ups 2                         | Ленні Федер                  |
| 2014      | с  | Бруклін 9-9                       | Brooklyn Nine-Nine                  | Адам Сендлер                 |
| 2014      | ф  | Змішані                           | Blended                             | Джим Фрідман                 |
| 2014      | ф  | П'ятірка лідерів                  | Top Five                            | Адам Сендлер                 |
| 2014      | ф  | Чоловіки, жінки та діти           | Men, Women & Children               | Дон Трубі                    |
| 2014      | ф  | Чоботар                           | The Cobbler                         | Макс Сімкін                  |
| 2015      | ф  | Пікселі                           | Pixels                              | Сем Бреннер                  |
| 2015      | мф | Монстри на канікулах 2            | Hotel Transylvania 2                | Дракула                      |
| 2015      | ф  | Безглузда шістка                  | The Ridiculous 6                    | Томмі, Білий Ніж             |
| 2016      | ф  |                                   | The Do Over                         | Рік                          |
| 2017      | ф  | Сенді Векслер                     | Sandy Wexler                        | Сенді Векслер                |
| 2017      | ф  | Історії сім'ї Мейровіц            | The Meyerowitz Stories              | Денні Мейровіц               |
| 2018      | ф  | Тиждень до...                     | The Week Of                         | Кенні Лустіг                 |
| 2018      | мф | Монстри на канікулах 3            | Hotel Transylvania 3                | Дракула                      |
| 2019      | ф  | Загадкове вбивство                | Murder Mystery                      | Нік Шпіц                     |
| 2019      | ф  | Неграновані коштовності           | Uncut Gems                          | Говард Ратнер                |
| 2020      | ф  | Г'юбі Геловін                     | Hubie Halloween                     | Х'юбі                        |
| 2022      | мф | Монстри на канікулах 4            | Hotel Transylvania: Transformania   | Дракула                      |
| 2022      | ф  | Дорога до НБА                     | Hustle                              | Стенлі Берен                 |
| 2023      | ф  | Загадкове вбивство 2              | Murder Mystery 2                    | Нік Шпіц                     |
| 2023      | мф | Лео                               | Leo                                 | Лео                          |
| 2024      | ф  | Астронавт                         | Spaceman of Bohemia                 | Якуб                         |
| 2025      | ф  | Щасливчик Гілмор 2                | Happy Gilmore 2                     | Гілмор                       |
| 2025      | ф  | Джей Келлі                        | Jay Kelly                           | Рон                          |

### Сценарист

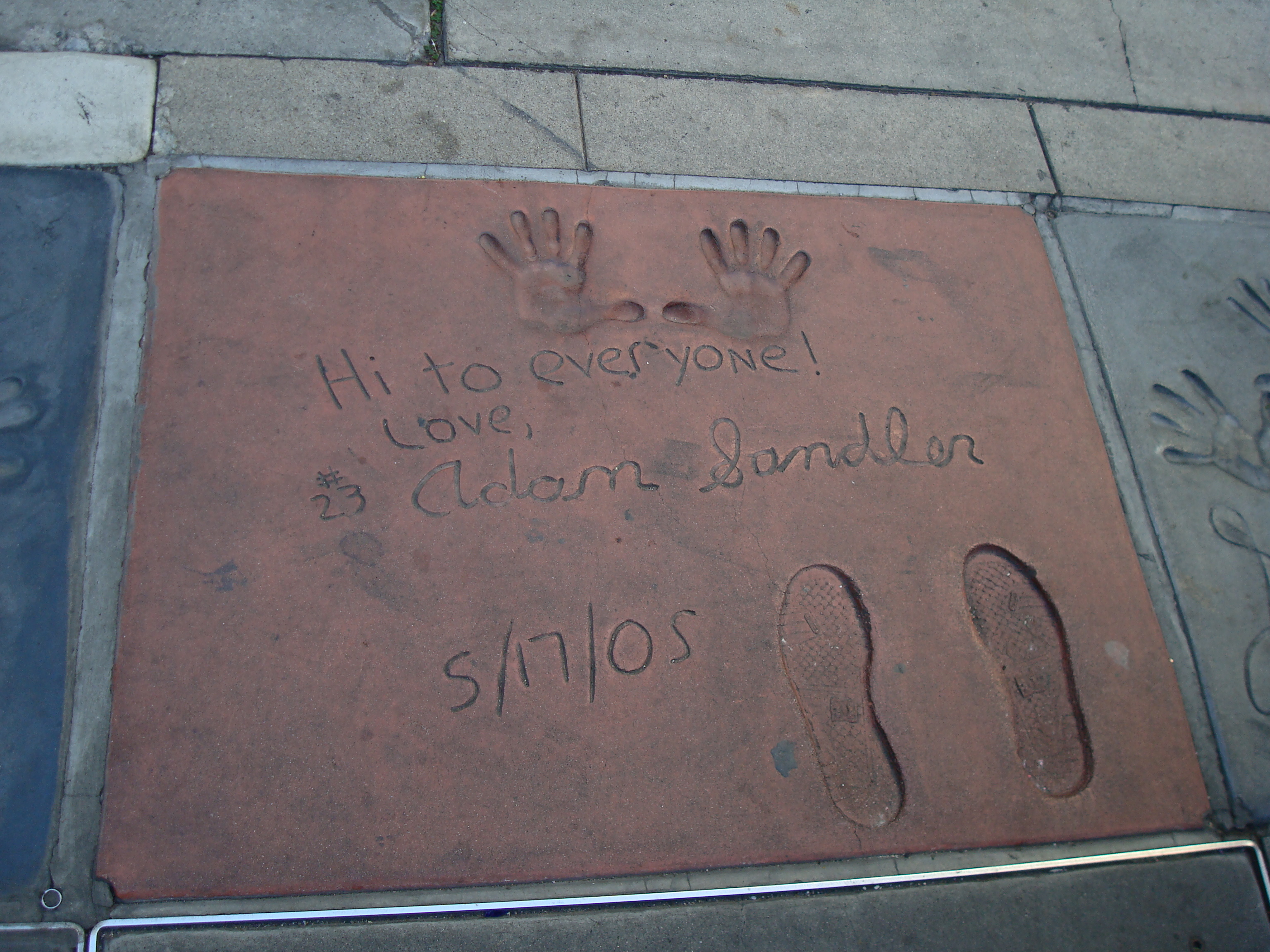
Відбитки рук та ніг Адама Сендлера

| Рік       |    | Українська назва                                 | Оригінальна назва                           | Роль      |
| --------- | -- | ------------------------------------------------ | ------------------------------------------- | --------- |
| 1987—1989 | с  | Пульт                                            | Remote Control                              | сценарист |
| 1989      | ф  | Усіх за борт                                     | Going Overboard                             | сценарист |
| 1990—1993 | с  | Суботнього вечора у прямому ефірі                | Saturday Night Live                         | сценарист |
| 1995      | ф  | Біллі Медісон                                    | Billy Madison                               | сценарист |
| 1996      | ф  | Щасливчик Гілмор                                 | Happy Gilmore                               | сценарист |
| 1996      | тф | Адам Сендлер: Що, чорт візьми трапилося зі мною? | Adam Sandler: What the Hell Happened to Me? | сценарист |
| 1998      | ф  | Мамин синочок                                    | The Waterboy                                | сценарист |
| 1999      | ф  | Великий тато                                     | Big Daddy                                   | сценарист |
| 2000      | ф  | Ніккі-диявол молодший                            | Little Nicky                                | сценарист |
| 2002      | ф  | Вісім божевільних ночей                          | Eight Crazy Nights                          | сценарист |
| 2008      | ф  | Не займайте Зохана                               | You Don't Mess with the Zohan               | сценарист |
| 2010      | ф  | Однокласники                                     | Grown Ups 2                                 | сценарист |
| 2011      | ф  | Бакі Ларсон: народжений, щоб бути зіркою         | Bucky Larson: Born to Be a Star             | сценарист |
| 2011      | ф  | Джек і Джилл                                     | Jack & Jill                                 | сценарист |
| 2013      | ф  | Однокласники 2                                   | Grown Ups 2                                 | сценарист |
| 2015      | мф | Монстри на канікулах 2                           | Hotel Transylvania 2                        | сценарист |
| 2015      | ф  | Безглузда шістка                                 | The Ridiculous 6                            | сценарист |

### Продюсер

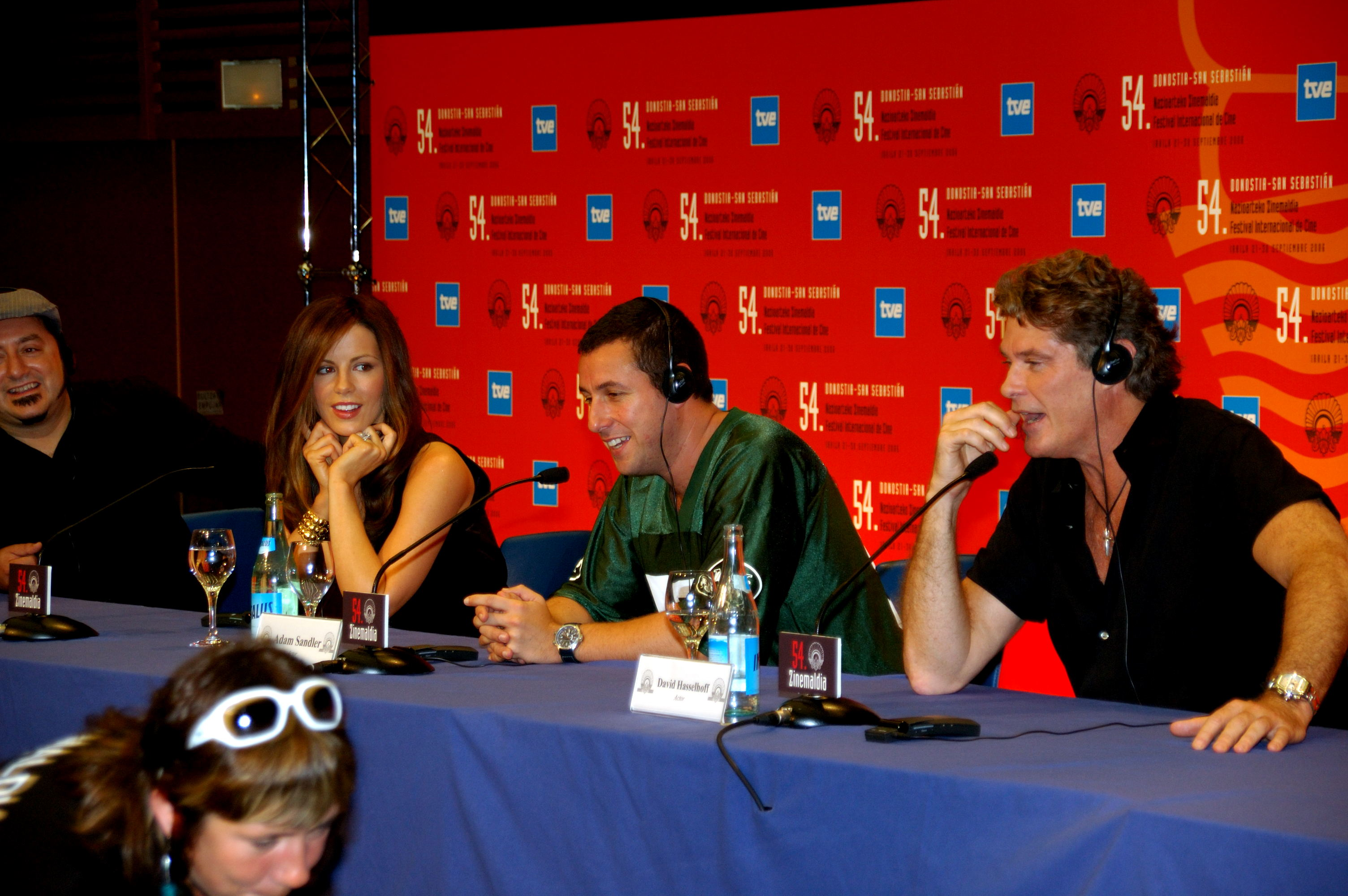
Кейт Бекінсейл, Адам Сендлер і Девід Хассельхофф, на прес-конференції у 2005 році

| Рік       |    | Українська назва                                 | Оригінальна назва                           | Роль                |
| --------- | -- | ------------------------------------------------ | ------------------------------------------- | ------------------- |
| 1996      | тф | Адам Сендлер: Що, чорт візьми трапилося зі мною? | Adam Sandler: What the Hell Happened to Me? | виконавчий продюсер |
| 1998      | ф  | Мамин синочок                                    | The Waterboy                                | виконавчий продюсер |
| 1999      | ф  | Великий тато                                     | Big Daddy                                   | виконавчий продюсер |
| 1999      | кф | Соглядатай                                       | The Peeper                                  | продюсер            |
| 1999      | ф  | Чоловік за викликом                              | Deuce Bigalow: Male Gigolo                  | виконавчий продюсер |
| 2000      | ф  | Ніккі-диявол молодший                            | Little Nicky                                | виконавчий продюсер |
| 2001      | ф  | Тварина                                          | The Animal                                  | виконавчий продюсер |
| 2001      | ф  | Пригоди Брудного Джо                             | Joe Dirt                                    | виконавчий продюсер |
| 2002      | ф  | Мільйонер мимоволі                               | Mr. Deeds                                   | виконавчий продюсер |
| 2002      | ф  | Майстер перевтілення                             | The Master of Disguise                      | виконавчий продюсер |
| 2002      | ф  | Вісім божевільних ночей                          | Eight Crazy Nights                          | продюсер            |
| 2002      | ф  | Ципочка                                          | The Hot Chick                               | виконавчий продюсер |
| 2003      | ф  | Управління гнівом                                | Anger Management                            | виконавчий продюсер |
| 2003      | ф  | Дікі Робертс: Зоряна дитина                      | Dickie Roberts: Former Child Star           | продюсер            |
| 2003      | тф | Мер                                              | The Mayor                                   | виконавчий продюсер |
| 2004      | тф | Шоу Дани та Джулії                               | The Dana & Julia Show                       | виконавчий продюсер |
| 2005      | тф | Кома Тодда                                       | Todd's Coma                                 | виконавчий продюсер |
| 2005      | ф  | Все або нічого                                   | The Longest Yard                            | виконавчий продюсер |
| 2005      | ф  | Чоловік за викликом 2                            | Deuce Bigalow: European Gigolo              | продюсер            |
| 2006      | ф  | Хлопчик на трьох                                 | Grandma's Boy                               | виконавчий продюсер |
| 2006      | ф  | Запасні гравці                                   | The Benchwarmers                            | продюсер            |
| 2006      | ф  | Клік: З пультом по життю                         | Click                                       | продюсер            |
| 2006      | тф |                                                  | Gay Robot                                   | виконавчий продюсер |
| 2007—2010 | с  | Правила спільного життя                          | Rules of Engagement                         | виконавчий продюсер |
| 2007      | ф  | Чак і Ларрі: Запальні молодята                   | I Now Pronounce You Chuck and Larry         | продюсер            |
| 2008      | ф  | Снігова людина                                   | Strange Wilderness                          | виконавчий продюсер |
| 2008      | ф  | Не займайте Зохана                               | You Don't Mess with the Zohan               | продюсер            |
| 2008      | ф  | Хлопці будуть в захваті                          | The House Bunny                             | продюсер            |
| 2008      | ф  | Казки на ніч                                     | Bedtime stories                             | продюсер            |
| 2009      | ф  | Герой супермаркету                               | Paul Blart: Mall Cop                        | продюсер            |
| 2009      | ф  | Короткий шлях                                    | The Shortcut                                | виконавчий продюсер |
| 2010      | ф  | Однокласники                                     | Grown Ups                                   | продюсер            |
| 2011      | ф  | Дружина напрокат                                 | Just Go with It                             | продюсер            |
| 2011      | с  | Найкраща охорона                                 | Breaking In                                 | виконавчий продюсер |
| 2011      | ф  | Бакі Ларсон: народжений, щоб бути зіркою         | Bucky Larson: Born to Be a Star             | продюсер            |
| 2011      | ф  | Зоонаглядач                                      | Zookeeper                                   | продюсер            |
| 2011      | ф  | Джек і Джилл                                     | Jack & Jill                                 | продюсер            |
| 2012      | ф  | Мій пацан                                        | That's My Boy                               | продюсер            |
| 2012      | мф | Монстри на канікулах                             | Hotel Transylvania                          | виконавчий продюсер |
| 2012      | ф  | Товстун на рингу                                 | Here Comes the Boom                         | виконавчий продюсер |
| 2013      | ф  | Однокласники 2                                   | Grown Ups 2                                 | продюсер            |
| 2014      | ф  | Змішані                                          | Blended                                     | продюсер            |
| 2015      | ф  | Товстун проти всіх                               | Paul Blart: Mall Cop 2                      | продюсер            |
| 2015      | ф  | Пікселі                                          | Pixels                                      | продюсер            |
| 2015      | в  | Пригоди Брудного Джо 2                           | Joe Dirt 2: Beautiful Loser                 | виконавчий продюсер |
| 2015      | мф | Монстри на канікулах 2                           | Hotel Transylvania 2                        | виконавчий продюсер |
| 2015      | ф  | Безглузда шістка                                 | The Ridiculous 6                            | продюсер            |
| 2016      | ф  |                                                  | The Do Over                                 | продюсер            |
| 2019      | ф  | Загадкове вбивство                               | Murder Mystery                              | продюсер            |
| 2023      | ф  | Загадкове вбивство 2                             | Murder Mystery 2                            | продюсер            |
| 2024      | ф  | Астронавт                                        | Spaceman of Bohemia                         | продюсер            |